# Sumin (powiat brodnicki)
Sumin – wieś w Polsce położona w województwie kujawsko-pomorskim, w powiecie brodnickim, w gminie Osiek.
| SIMC    | Nazwa            | Rodzaj    |
| ------- | ---------------- | --------- |
| 1027567 | Działki          | część wsi |
| 1027604 | Kolonia Sumińska | część wsi |
| 1027739 | Pod Lasem        | część wsi |

## Podział administracyjny

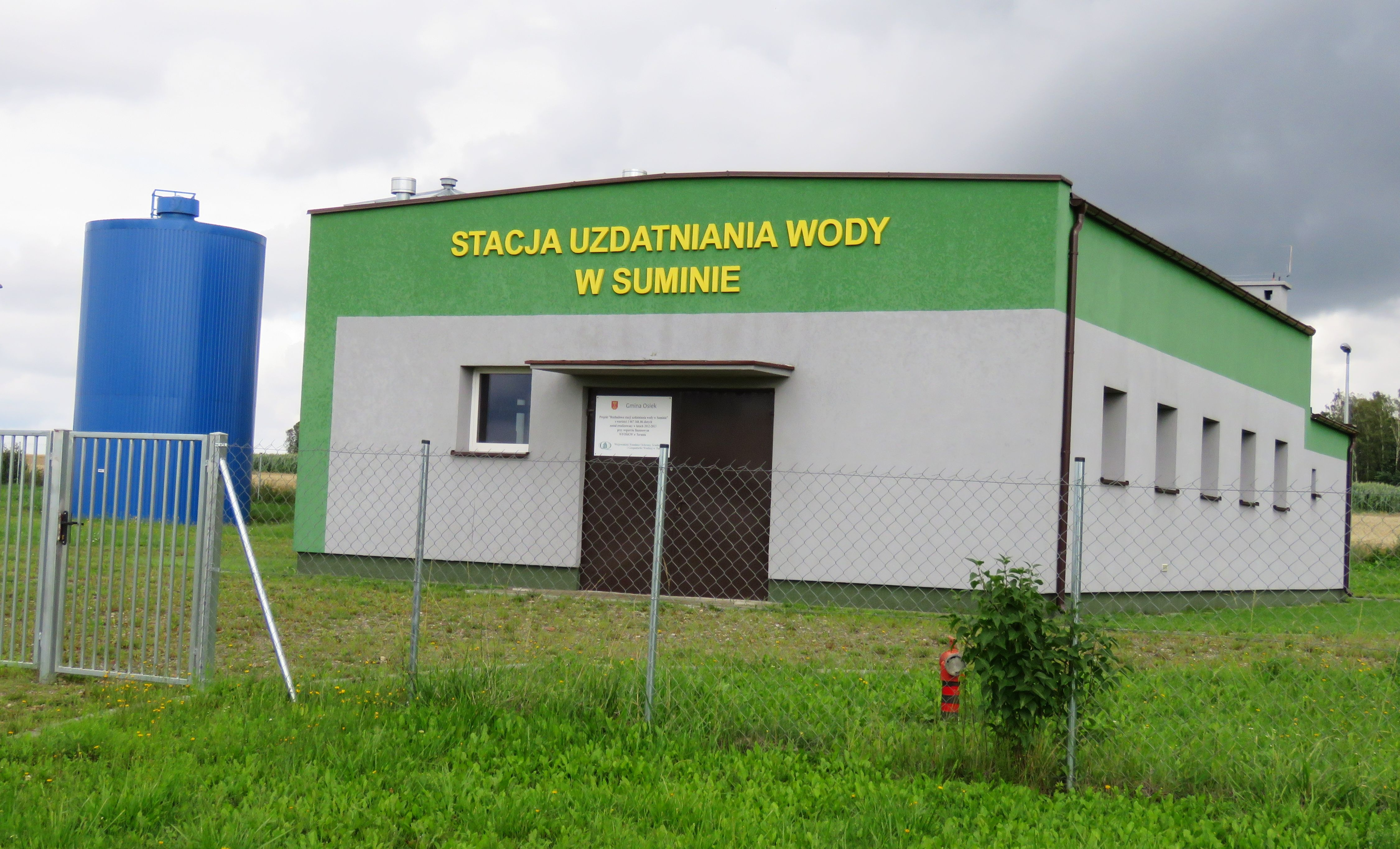
Stacja uzdatniana wody w Suminie rozbudowana w 2013 roku,
(koszt: 1.067.168,06 zł)

W latach 1975–1998 miejscowość należała administracyjnie do województwa toruńskiego.

## Demografia
Według Narodowego Spisu Powszechnego (III 2011 r.) liczył 226 mieszkańców. Jest siódmą co do wielkości miejscowością gminy Osiek.

## Historia
Od pierwszej połowy listopada 1906 r. przez około dwa miesiące w miejscowej szkole elementarnej trwał strajk dzieci przeciwko nauczaniu religii w języku niemieckim. Z uczestników strajku znane są nazwiska następujących dzieci: L. Słupski, Z. Szymierowska, B., S. Zawaccy. Strajk był elementem znacznie większej akcji biernego oporu wobec pruskich władz szkolnych, która na przełomie 1906 i 1907 r. objęła ponad 460 (!) szkół w prowincji Prusy Zachodnie, czyli przedrozbiorowe Pomorze Gdańskie, Powiśle, ziemię chełmińską i ziemię lubawską oraz część Krajny. Inspiracją dla strajków pomorskich były wcześniejsze działania dzieci w prowincji wielkopolskiej, ze słynnym strajkiem we Wrześni (1901) na czele.